# Pınarlı, Ardeşen
Pınarlı là một xã thuộc huyện Ardeşen, tỉnh Rize, Thổ Nhĩ Kỳ. Dân số thời điểm năm 2010 là 270 người.